# Władimir Łobanow (polityk)
Władimir Wasiljewicz Łobanow (ros. Владимир Васильевич Лобанов, ur. 1907 we wsi Gubino w guberni kałuskiej, zm. 1993 w Rostowie nad Donem) – radziecki polityk, I sekretarz Komitetu Obwodowego WKP(b) w Kurganie w latach 1947-1950.
W latach 1923–1927 uczeń szkoły profesjonalno-technicznej w Kozielsku, 1927-1929 pracował w fabryce mechanicznej, 1929-1930 w Armii Czerwonej, od 1930 w WKP(b), 1930-1937 ślusarz, majster, starszy majster fabryki budowy maszyn im. Kalinina w Mytiszczach w obwodzie moskiewskim, 1937 ukończył wieczorowo Akademię Przemysłową im. Łazara Kaganowicza. Od 1937 do maja 1939 kierownik warsztatu w fabryce, od maja do października 1939 instruktor Zarządu Kadr KC WKP(b), od października 1939 do stycznia 1942 sekretarz Komitetu Obwodowego WKP(b) w Kirowie ds. przemysłu czołgowego, od października 1942 do września 1943 III sekretarz, a od września 1943 do 1947 II sekretarz Ałtajskiego Krajowego Komitetu WKP(b). Od sierpnia 1947 do maja 1950 I sekretarz Komitetu Obwodowego WKP(b) w Kurganie, 1950-1952 zastępca kierownika Sektora Wydziału Organów Partyjnych, Związkowych i Komsomolskich KC WKP(b), 1952-1958 I sekretarz Komitetu Miejskiego WKP(b)/KPZR w Rostowie nad Donem, od 11 stycznia 1958 do lutego 1963 II sekretarz Sachalińskiego Komitetu Obwodowego KPZR, 1963-1966 przewodniczący Komitetu Kontroli Partyjno-Państwowej Sachalińskiego Komitetu Obwodowego KPZR i Komitetu Wykonawczego Sachalińskiej Rady Obwodowej, równocześnie od lutego 1963 do 1966
sekretarz Sachalińskiego Komitetu Obwodowego KPZR. 1966-1973 przewodniczący Sachalińskiego Obwodowego Komitetu Kontroli Ludowej, następnie na emeryturze.

## Odznaczenia
- Order Lenina
- Order Czerwonego Sztandaru Pracy
- Order Czerwonej Gwiazdy (trzykrotnie)
- Medal „Za ofiarną pracę w Wielkiej Wojnie Ojczyźnianej 1941–1945”
- Medal „Za pracowniczą dzielność”